# Reykjanesbær
Reykjanesbær (kiejtése: ˈreiːcaˌnɛsˌpaiːr̥) önkormányzat Izland Déli-félszigeti régiójában.
A Reykjanesviti az ország legrégebbi világítótornya.

## Népesség
Reykjanesbær a régió legnépesebb, és az ország negyedik legnépesebb önkormányzata: 2019-ben az ország lakosságának 5,3%-a élt itt. Az itt élő külföldiek többségében lengyelek, litvánok és lettek.

## Oktatás
Az Amerikai Egyesült Államok Haditengerészete által 2006-ban bezárt keflavíki támaszpontot a Kadeco cég megvásárolta, és Ásbrú névre keresztelte át. A területen ma a Keilir egyetem működik.

## Múzeumok
Reykjanesbærban két múzeum (Izlandi Rock and Roll Múzeum, valamint Viking Világ) található.

## Testvérvárosok
Reykjanesbær testvértelepülései:
- Kerava, Finnország
- Kristiansand, Norvégia
- Miðvágur, Feröer
- Orlando (Florida), Amerikai Egyesült Államok
- Trollhättan, Svédország

## Fordítás
- Ez a szócikk részben vagy egészben  a   Reykjanesbær című angol Wikipédia-szócikk ezen változatának fordításán alapul.  Az eredeti cikk szerkesztőit annak laptörténete sorolja fel. Ez a jelzés csupán a megfogalmazás eredetét és a szerzői jogokat jelzi, nem szolgál a cikkben szereplő információk forrásmegjelöléseként.